# Frillestads socken
Frillestads socken i Skåne ingick i Luggude härad, ingår sedan 1971 i Helsingborgs kommun och motsvarar från 2016 Frillestads distrikt.
Socknens areal är 10,91 kvadratkilometer varav 10,86 land. År 2000 fanns här 390 invånare. Kyrkbyn Frillestad med sockenkyrkan Frillestads kyrka ligger i socknen.

## Administrativ historik
Socknen har medeltida ursprung. 
Vid kommunreformen 1862 övergick socknens ansvar för de kyrkliga frågorna till Frillestads församling och för de borgerliga frågorna bildades Frillestads landskommun. Landskommunen uppgick 1952 i Mörarps landskommun som 1971 uppgick i Helsingborgs kommun. Församlingen uppgick 2002 i Välluv-Frillestads församling som 2010 uppgick i Kropps församling.
1 januari 2016 inrättades distriktet Frillestad, med samma omfattning som församlingen hade 1999/2000.  
Socknen har tillhört län, fögderier, tingslag och domsagor enligt vad som beskrivs i artikeln Luggude härad. De indelta soldaterna tillhörde Norra skånska infanteriregementet, Luggude kompani och Skånska husarregementet, Fjärresta skvadron, Majorns och Billesholms kompanier.

## Geografi
Frillestads socken ligger sydost om Helsingborg. Socknen är en odlad slättbygd.
Byar är Frillestad och Norregård. Gårdar är Bydegården, Byregården, Jydegården och Södergård.

## Fornlämningar
Boplatser från stenåldern har påträffats.

## Befolkningsutveckling
| Befolkningsutvecklingen i Frillestads socken 1571–2000 | Befolkningsutvecklingen i Frillestads socken 1571–2000 | Befolkningsutvecklingen i Frillestads socken 1571–2000 | Befolkningsutvecklingen i Frillestads socken 1571–2000 | Befolkningsutvecklingen i Frillestads socken 1571–2000 |
| ------------------------------------------------------ | ------------------------------------------------------ | ------------------------------------------------------ | ------------------------------------------------------ | ------------------------------------------------------ |
|                                                        |                                                        |                                                        |                                                        |                                                        |
| År                                                     |                                                        |                                                        | Invånare                                               |                                                        |
| 1571                                                   | 1571                                                   |                                                        | 1711                                                   | 1711                                                   |
| 1620                                                   | 1620                                                   |                                                        | 1471                                                   | 1471                                                   |
| 1699                                                   | 1699                                                   |                                                        | 1241                                                   | 1241                                                   |
| 1718                                                   | 1718                                                   |                                                        | 1401                                                   | 1401                                                   |
|                                                        |                                                        |                                                        |                                                        |                                                        |
| 1810                                                   | 1810                                                   |                                                        | 328                                                    | 328                                                    |
| 1820                                                   | 1820                                                   |                                                        | 390                                                    | 390                                                    |
| 1830                                                   | 1830                                                   |                                                        | 456                                                    | 456                                                    |
| 1840                                                   | 1840                                                   |                                                        | 448                                                    | 448                                                    |
| 1850                                                   | 1850                                                   |                                                        | 519                                                    | 519                                                    |
| 1860                                                   | 1860                                                   |                                                        | 590                                                    | 590                                                    |
| 1870                                                   | 1870                                                   |                                                        | 637                                                    | 637                                                    |
| 1880                                                   | 1880                                                   |                                                        | 645                                                    | 645                                                    |
| 1890                                                   | 1890                                                   |                                                        | 615                                                    | 615                                                    |
| 1900                                                   | 1900                                                   |                                                        | 643                                                    | 643                                                    |
| 1910                                                   | 1910                                                   |                                                        | 575                                                    | 575                                                    |
| 1920                                                   | 1920                                                   |                                                        | 551                                                    | 551                                                    |
| 1930                                                   | 1930                                                   |                                                        | 570                                                    | 570                                                    |
| 1940                                                   | 1940                                                   |                                                        | 564                                                    | 564                                                    |
| 1950                                                   | 1950                                                   |                                                        | 515                                                    | 515                                                    |
| 1960                                                   | 1960                                                   |                                                        | 445                                                    | 445                                                    |
| 1970                                                   | 1970                                                   |                                                        | 381                                                    | 381                                                    |
| 1980                                                   | 1980                                                   |                                                        | 333                                                    | 333                                                    |
| 1990                                                   | 1990                                                   |                                                        | 346                                                    | 346                                                    |
| 2000                                                   | 2000                                                   |                                                        | 390                                                    | 390                                                    |
|                                                        |                                                        |                                                        |                                                        |                                                        |
| 1 Beräknad folkmängd                                   |                                                        |                                                        |                                                        |                                                        |

## Namnet
Namnet skrevs omkring 1510 Frellestad och kommer från kyrkbyn. Efterleden är sta(d), 'plats; ställe'. Förleden innehåller mansnamnet Frille kortform för Fridolf..